# Frail Words Collapse
Frail Words Collapse is het tweede muziekalbum van de Amerikaanse metalcore band As I Lay Dying.

## Tracklist
1. 94 Hours
2. Falling Upon Deaf Ears
3. Forever
4. Collision
5. Distance is Darkness
6. Behind Me Lies Another Fallen Soldier
7. Undefined
8. A Thousand Steps
9. The Beginning
10. Song 10
11. The Pain of Separation
12. Elegy